# Imbuljuta tal-Qastan
Imbuljuta tal-Qastan es una bebida tradicional maltesa que se sirve después de la misa de medianoche y en la Nochevieja. Se bebe caliente y suele tener una textura espesa. Se elabora con cacao, castañas, clavo de olor y ralladura de cítricos. Opcionalmente se le agrega también azúcar, almidón de maíz, crema agria y otras especias como canela o nuez moscada.